# Joseph-Edouard-Louis Beernaert
Joseph-Edouard-Louis Beernaert (* 21. April 1883; † 1950) war ein Generalleutnant der belgischen Streitkräfte.

## Leben
Beernaert absolvierte eine Offiziersausbildung und fand nach dessen Abschluss verschiedene Verwendungen im Heer. Er wurde am 26. März 1939 zum Generalmajor befördert und war 1939 bis zum 26. Dezember 1939 Kommandeur der 1. Kavalleriedivision. Im Anschluss wurde er am 26. Dezember 1939 Kommandeur der 1. Kavalleriedivision und übte diese Funktion zum Ende des Überfalls der deutschen Wehrmacht 1940 aus. Zuletzt war er als Generalleutnant 1944 Generalinspekteur des Heeres.

## Weblink
- Eintrag in Generals.dk

| Personendaten    | Personendaten                   |
| ---------------- | ------------------------------- |
| NAME             | Beernaert, Joseph-Edouard-Louis |
| KURZBESCHREIBUNG | belgischer Generalleutnant      |
| GEBURTSDATUM     | 21. April 1883                  |
| STERBEDATUM      | 1950                            |